# North Atlantic Tracks

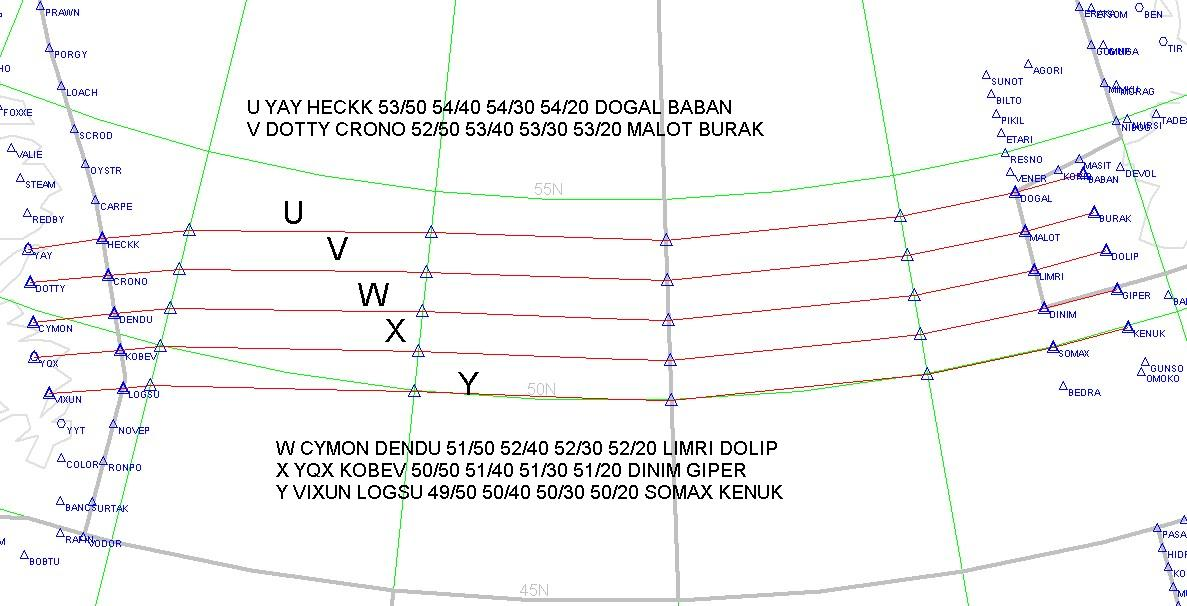
North Atlantic Tracks eastbound / ostwärts, die allersüdlichste Route wird mit „Z“ bezeichnet, danach „Y“, „X“ usw. (4. Mai 2006 abends)

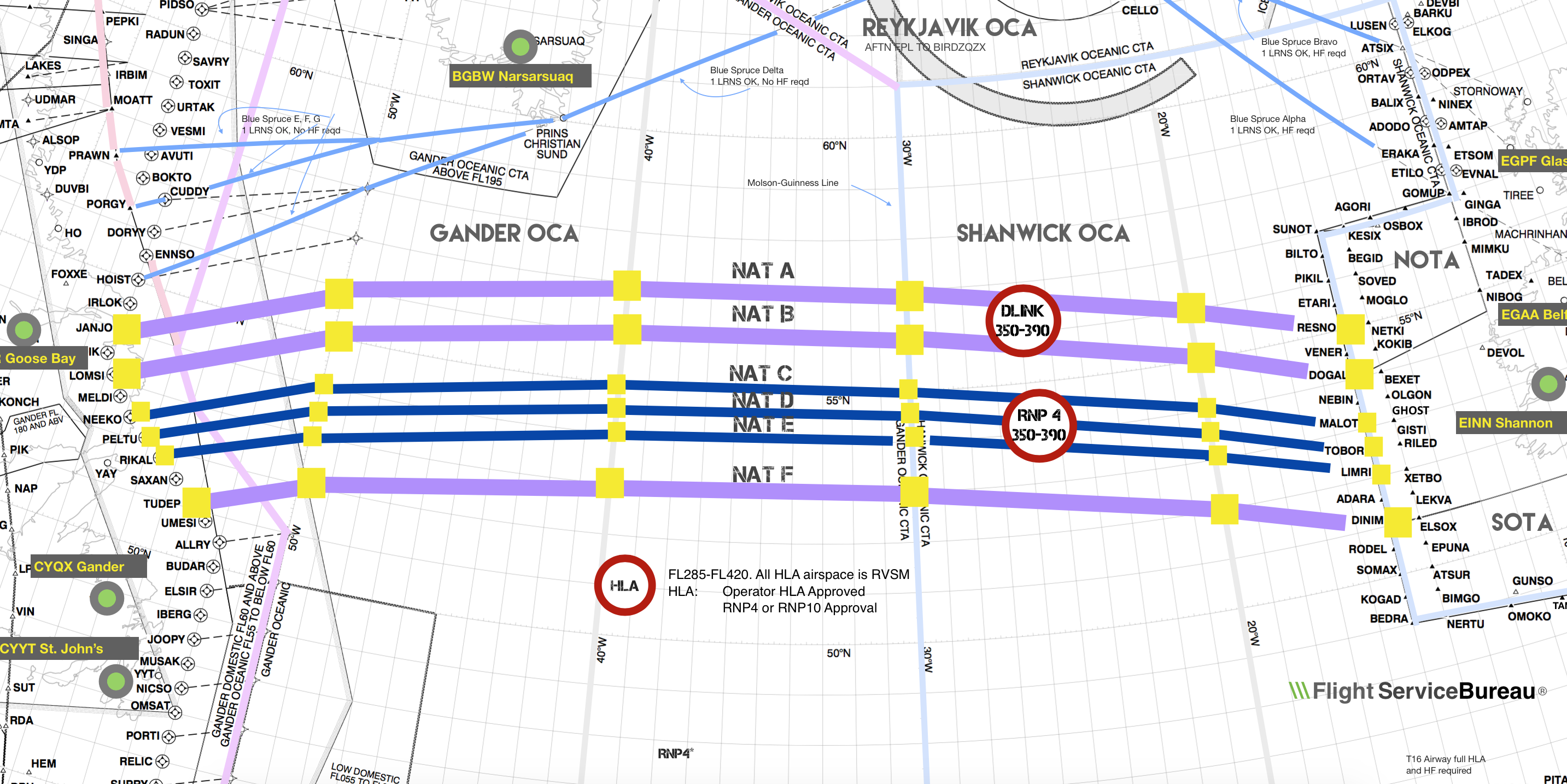
North Atlantic Tracks westbound / westwärts (24. Februar 2017)

Als North Atlantic Tracks werden die von den zuständigen Funkstationen Shanwick und Gander festgelegten Flugrouten für Linienflüge über den Atlantik bezeichnet. Diese Strecken sichern für Flugzeuge den Überflug des Gebietes ohne permanente Radarführung vom Boden.

## Funktionsweise
Täglich werden neue, an die Witterung angepasste Routen an die Fluggesellschaften herausgegeben. Diese Tracks beinhalten einen Startpunkt, mehrere Koordinaten auf dem Flug unterwegs und einen Endpunkt. Innerhalb dieses Track darf nur in einer bestimmten Flughöhe und Richtung (ostwärts oder westwärts) operiert werden, damit die Maschinen gefahrlos ohne Radarführung den Atlantik überqueren können. Start- und Endpunkt, Gate genannt, sind Navigationspunkte innerhalb der Luftstraßensysteme Europas und Nordamerikas. Sobald ein Flugzeug in den Überflugraum des Atlantik eintritt, muss es sich über HF-Funk (s. Shannon Radio#Flugfunk) oder Controller-Pilot Data Link Communications bei der zuständigen Zentrale (Shanwick Oceanic für den Luftraum östlich von 30° westlicher Länge, Gander für den Bereich westlich davon) melden und die Atlantiküberquerung erfragen. Auf dem Flug besteht an den vorher festgelegten Routenpunkten Meldepflicht für die Maschinen.
Diese Meldepflicht bedeutet, dass die Piloten sich entweder melden müssen, wenn sie eine Koordinate auf ihrem Weg passiert haben oder wenn seit der letzten Meldung (engl. Positionreport) mehr als 40 Minuten vergangen sind. Diese Positionreports müssen mindestens die zuletzt überflogene Koordinate  mit der entsprechenden Zeit in UTC, die nächste Koordinate mit der erwarteten Zeit des Überfluges, die Höhe in der das Flugzeug fliegt (Flugfläche) und die Geschwindigkeit in Mach enthalten.

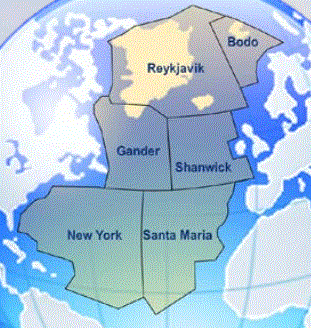
Zuständigkeitsbereiche der Flugsicherungen über dem Nordatlantik